# یولیا گوشچینا
یولیا گوشچینا (روسی: Ю́лия Александровна Гу́щина؛ زادهٔ ۴ مارس ۱۹۸۳) دونده اهل روسیه است.
وی همچنین برندهٔ جوایزی همچون نشان دوستی شده‌است. پس از مثبت اعلام شدن تست دوپینگ گوشچینا مدال‌های وی در بازی‌های المپیک تابستانی ۲۰۰۸ و ۲۰۱۲ پس گرفته شد.